# Homebase (album)
Albums de DJ Jazzy Jeff and the Fresh Prince
And in This Corner…
(1989) Code Red
(1993)
Singles
1. Summertime
Sortie : 20 juin 1991
2. Ring My Bell
Sortie : 13 septembre 1991
3. The Things That U Do
Sortie : 1992

Homebase est le quatrième album studio de DJ Jazzy Jeff and the Fresh Prince, sorti le 23 juillet 1991.
La voix de Fresh Prince est légèrement plus profonde qu’à l’habitude. You Saw My Blinker est l'une des deux chansons[réf. nécessaire] dans laquelle Will Smith dit « Bitch ».
La chanson Summertime a remporté le Grammy Award de la « meilleure prestation rap pour un duo ou un groupe », le second pour le duo de rappeurs.
L'album s'est classé 5e au Top R&B/Hip-Hop Albums et 12e au Billboard 200 et a été certifié disque de platine par la Recording Industry Association of America (RIAA) le 19 septembre 1991.

## Liste des titres
| No  | Titre                              | Contient un (des) sample(s) de | Durée |
| --- | ---------------------------------- | --- | ----- |
| 1.  | I'm All That                       | Give It to Me Baby de Rick James Richard Pryor Dialogue de Richard Pryor Feel the Heartbeat des Treacherous Three Bring the Noise de Public Enemy Love Rap de Spoonie Gee and The Treacherous Three Welcome to the Terrordome de Public Enemy Change the Beat (Female Version) de Beside                                                                | 3:44  |
| 2.  | Summertime                         | Summer Madness de Kool & The Gang Funky President de James Brown | 4:30  |
| 3.  | Things That U Do                   | I Don't Know What This World Is Coming To des Soul Children featuring Jesse Jackson | 4:56  |
| 4.  | This Boy Is Smooth                 | Microphone Fiend d'Eric B. & Rakim | 4:58  |
| 5.  | Ring My Bell                       | Ring My Bell d'Anita Ward | 4:44  |
| 6.  | A Dog Is a Dog                     | Man's Best Friend de George Clinton Atomic Dog de George Clinton | 4:29  |
| 7.  | Caught in the Middle (Love & Life) | Drop It in the Slot de Tower of Power Think (About It) de Lyn Collins | 4:19  |
| 8.  | Trapped on the Dance Floor         | Trapped du Colonel Abrams Give It Up or Turnit a Loose (Remix) de James Brown Get Off Your Ass and Jam de Funkadelic Comic Strip de Mikey Dread Operator's Choice de Mikey Dread | 3:52  |
| 9.  | Who Stole the D.J.                 | Hot Pants (Bonus Beats) de Bobby Byrd Different Strokes de Syl Johnson A Shot in the Dark d'Henry Mancini | 4:09  |
| 10. | You Saw My Blinker                 | Bring It Here de Wild Sugar Slide de Slave Theme From the Planets de Dexter Wansel | 4:14  |
| 11. | Dumb Dancin'                       | Good to Me d'Otis Redding The Breaks de Kurtis Blow Shoot That Laserbeam! (The Atomic Meltdown Robbery Mix) d'Army of Lovers Reading the Comics - July, 1945 de Fiorello LaGuardia Reach Up (Dub Mix) de Toney Lee Lesson 1 (The Pay-Off Mix) de Double Dee & Steinski Greedy G de Brentford All Stars Get Up, Get Into It, Get Involved de James Brown | 4:55  |
| 12. | Summertime (Reprise)               | | 2:05  |

| 13. | Let's Party                        |                           | 3:35 |
| 14. | Ring My Bell [Mr. Lee's Radio Mix] | AJ Scratch de Kurtis Blow | 4:05 |